# Nadzeja Hrekava
Nadzeja Ryhorauna Hrekava (belarusiska: Надзе́я Рыго́раўна Грэ́кава;  ryska: Надежда Григорьевна Грекова-Малинина, Nadezjda Grigorievna Grekova-Malinina), född 1910, död 2001, var en sovjetisk-belarusisk politiker (kommunist). Hon var ordförande för Högsta Sovjet i Vitryska SSR från 1938 till 1947. Hon var som sådan nominellt Belarus första kvinnliga statschef.  
Hrekava var också vice ordförande för Vitryska SSR:s folkkommissarier 1943–1946, och vice minister för livsmedelsindustrin i Ryska SSR 1949–1952.